# Allochrostes saliata
Allochrostes saliata là một loài bướm đêm trong họ Geometridae.